# کاول ۱۸۹۸
سیارک ۱۸۹۸ (به انگلیسی: 1898 Cowell، نامگذاری:1971UF1) هزار و هشتصد و نود و هشتمین سیارک کشف شده‌است که در ۲۶ اکتبر ۱۹۷۱ کشف شد.
قدر مطلق سیارک برابر ۱۱٫۹۰ است.